# CzechCrunch
CzechCrunch je český online zpravodajský portál věnující se tématům, která hýbou Českem a světem. Od byznysu a startupů přes technologie a vzdělávání až po bydlení, ekologii, sport, vědu nebo dopravu. Nové články vychází denně (ve všední dny mezi 15–18 články, víkendové dny mezi 12–15 články).
Portál zároveň vydává podcasty, provozuje vlastní pracovní portál, eventy a vzdělávací platformu. V roce 2020 společně s Hospodářskými novinami představil první ročník iniciativy Innovators 20, která si dává za cíl každoročně najít 20 nejkreativnějších Čechů českého byznysu. V redakci působí 30 lidí, kteří dodávají obsah téměř 1 milionu čtenářů měsíčně.

## Historie
Web byl založen v roce 2014 a původně vznikl jako nadšenecké médium o technologiích a startupech. Postupem času se přetransformoval ve zpravodajský portál a rozšířil záběr i na další témata a oblasti.